# Карелін проїзд
Карелін проїз — вулиця в центрі Москви в Тверському районі між Бутирським Валом і Порядковим провулком

## Походження назви
Проїзд був створений (як лінійний об'єкт) та отримав свою назву у 1990 році. Раніше існував Карелін тупик, але був скасований в 1977 році. Цей тупик названий у перші роки радянської влади на честь власника будинку Миколи Яковича Кареліна, що розташовувався від Порядкового провулка до Горлового глухого кута. У 1990 році об'єкту вулично-дорожньої мережі (зі зміненими межами та статусом), розташованому від вулиці Бутирський Вал до Порядкового провулка, присвоєно найменування Карелін проїзд.

## Опис
Карелін проїзд починається від вулиці Бутирський Вал, проходить на схід, перетинає Кутовий провулок і з'єднується з Порядковим провулком.